# Династія Південна Ці
Дина́стія Південна Ці (спрощ.: 南齐朝; кит. трад.: 南齊朝; піньїнь: Nán Qí cháo) — династія, що правила з 479 року Китаєм після повалення династії Лю Сун. Ця династія керувалася імператорами з роду Сяо, першим з яких був Гао-ді. Правління цієї династії тривало 23 роки й відзначалося внутрішньою нестабільністю. Повалена династією Лян у 502 році.

## Історія
Засновником династії став впливовий сановник Сяо Даочен, що перебував на службі у династії Лю сун. Він очолив повстання місцевих князів проти імператора Шунь-ді, якого у 479 році скинув з трону. Тоді ж Сяо оголосив себе імператором, утворивши нову династію Південна Ці. В результаті частина знаті втекла на північ до держави Північна Вей.
Сяо Даочен та його наступник Сяо Цзе зуміли придушити спротив поваленого роду Лю, а також деякий час протидіяли атакам династії Північна Вей. Після смерті цих імператорів у 494 році розпочалися внутрішні негаразди, що суттєво послабили південну Ці (Сяо Луань послідовно вбив декількох імператорів). Цим скористалася Північна Вей, яка завдали поразки ціським військам. В результаті один з родичів імператора Сяо Янь у 502 році скинув Південну Ці, утворивши династію Лян.

## Культура
За час цієї династії навколо сина імператора принца Сяо Цзиляна склалася поетична співдружність «Вісім друзів з Цзінлін» (Цзінлін ба ю). Серед найвідоміших його представників були Сяо Янь (464-549), Шень Юе (441-513), Сє Тяо (464-499), Ван Жун (467—493). Ці поети намагалися реалізувати в поетичному тексті притаманну китайській мови властивість — наявність мелодійних тонів. Шляхом регламентованого чергування їх зробити вірш більш музичним та інтонаційно багатим, надати йому більш строгу і завершену форму.

## Імператори
| Посмертне ім'я                | Особисте ім'я                     | Роки правління | Девіз і роки правління                                    |
| ----------------------------- | --------------------------------- | -------------- | --------------------------------------------------------- |
| Гао-ді 高帝 Gāodì             | Сяо Даочен 蕭道成 Xiāo Dàochéng   | 479–482        | - Цзяньюань (建元 Jiànyuán) 479–482                       |
| У-ді 武帝 Wǔdì                | Сяо Цзе 蕭賾 Xiāo Zé              | 483–493        | - Юнмін (永明 Yǒngmíng) 483–493                           |
| Юйлінь-ван 鬱林王 Yùlínwáng   | Сяо Чжаоє 蕭昭業 Xiāo Zhāoyè      | 494            | - Лунчан (隆昌 Lóngchāng) 494                             |
| Хайлін-ван 海陵王 Hǎilíngwáng | Сяо Чжаовень 蕭昭文 Xiāo Zhāowén  | 494            | - Яньсін (延興 Yánxīng) 494                               |
| Мін-ді 明帝 Míngdì            | Сяо Луань 蕭鸞 Xiāo Luán          | 494–498        | - Цзяньу (建武 Jiànwǔ) 494–498 - Юнтай (永泰 Yǒngtài) 498 |
| Дунхунь-хоу 東昏侯 Dōnghūnhóu | Сяо Баоцзюань 蕭寶卷 Xiāo Bǎojuǎn | 498–501        | - Юн'юань (永元 Yǒngyuán) 499–501                         |
| Хе-ді 和帝 Hédì               | Сяо Баожун 蕭寶融 Xiāo Bǎoróng    | 501–502        | - Чжунсін (中興 Zhōngxīng) 501–502                        |